# Baracktrema obamai

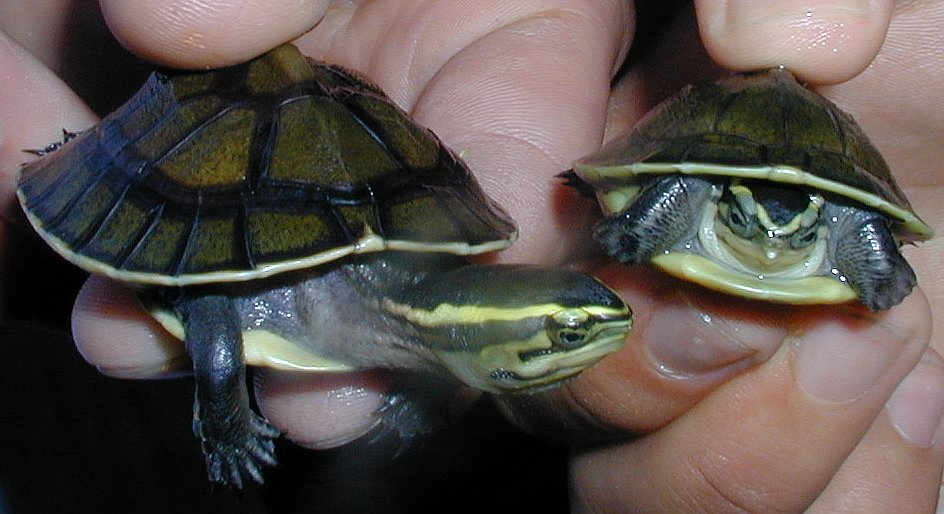
Один из видов-хозяев: Амбоинская шарнирная черепаха (Cuora amboinensis)

Baracktrema obamai (лат.) — вид паразитических плоских червей из семейства Schistosomatidae класса дигенетических сосальщиков, выделяемый в монотипный род Baracktrema. Назван в честь 44-го президента США Барака Обамы.

## Распространение
Юго-Восточная Азия: западная Малайзия (штаты Перак, Перлис и Селангор).

## Описание
Тело длинное, цилиндрическое, в 30—50 раз длиннее своей ширины (длина от 3,55 до 6,53 мм; ширина от 0,058 до 0,130 мм). Паразитирует в крови черепах Siebenrockiella crassicollis и амбоинской шарнирной черепахи (Cuora amboinensis) из семейства азиатских пресноводных черепах. Учёными были обнаружены скопления яиц Baracktrema obamai в лёгочных альвеолах черепах, а имаго червей — в лёгочных артериолах. Пока остаётся неясным, каким образом происходит заражение животных и какие заболевания может вызывать у черепах этот вид паразитов. Предположительно, яйца попадают во внешнюю среду при активном выдохе (кашле).

## Систематика и этимология названия
Новый таксон близок к роду шистосом, опасных паразитов человека, вызывающих шистосомоз. Филогенетический анализ показал, что род Baracktrema имеет общего предка с родом Unicaecum. Вид Baracktrema obamai был впервые описан в 2016 году американскими биологами Джексоном Робертсом, Томасом Платтом и их коллегами из Обернского университета (город Оберн, штат Алабама) и Колледжа Святой Марии (Нотр-Дам, штат Индиана). До открытия Baracktrema obamai науке был известен только один вид шистосомы, паразитирующий на пресноводных черепахах, — Unicaecum ruszkowskii, с которым новый вид имеет такие общие признаки, как одинарные кишечный тракт, семенник, семяприёмник и маточный мешок.
Видовое название дано в честь Барака Обамы, 44-го президента США, так как, по мнению Томаса Платта (дальнего родственника Обамы), новый вид обладает невероятной стойкостью: «Он длинный. Он тонкий. И он чертовски крутой!» Платт считает, что данное виду название — честь для президента. Ранее в честь Обамы были названы паук Aptostichus barackobamai, вымершая ящерица Obamadon gracilis, рыба Etheostoma obama и другие таксоны.